# Daniel Christensen
Daniel Christensen (19 september 1988) is een Deens voetballer (middenvelder) die sinds 2018 voor de Deense eersteklasser Vendsyssel FF uitkomt. 

## Clubstatistieken
| Seizoen | Club          | Land       | Competitie         | Wed. | Doelp. |
| ------- | ------------- | ---------- | ------------------ | ---- | ------ |
| 2008/09 | Aalborg BK    | Denemarken | Superligaen        | 4    | 0      |
| 2009/10 | Aalborg BK    | Denemarken | Superligaen        | 9    | 0      |
| 2010/11 | Aalborg BK    | Denemarken | Superligaen        | 15   | 0      |
| 2011/12 | SønderjyskE   | Denemarken | Superligaen        | 33   | 1      |
| 2012/13 | SønderjyskE   | Denemarken | Superligaen        | 31   | 0      |
| 2013/14 | SønderjyskE   | Denemarken | Superligaen        | 29   | 1      |
| 2014/15 | Aarhus GF     | Denemarken | NordicBet LIGA     | 33   | 1      |
| 2015/16 | Aarhus GF     | Denemarken | Superligaen        | 33   | 0      |
| 2016/17 | Aarhus GF     | Denemarken | Superligaen        | 4    | 0      |
| 2016/17 | KVC Westerlo  | België     | Jupiler Pro League | 18   | 0      |
| 2017/18 | KVC Westerlo  | België     | Proximus League    | 24   | 1      |
| 2018/19 | Vendsyssel FF | Denemarken | Superligaen        | 13   | 0      |
| Totaal  | Totaal        | Totaal     | Totaal             | 246  | 4      |